# Рифат Бурџовић
Рифат Бурџовић Тршо (Бијело Поље, 11. фебруар 1913 — Трново, код Мркоњић Града, 2. октобар 1942) био је студент права, учесник Народноослободилачке борбе и народни херој Југославије.

## Биографија
Рођен је 11. фебруара 1913. године у Бијелом Пољу. Потиче из сиромашне породице, а у својој другој години остао је сироче. Основну школу завршио је у Бијелом Пољу. А од 1925. до 1933. године похађао је Велику медресу „Краљ Александар Први“ у Скопљу. Правни факултет, у Београду, уписује 1933. године, и ту се укључује у револуционарни студентски покрет.
Члан Комунистичке партије Југославије (КПЈ) постаје 1934. године. Био је веома активан у студентским демонстрацијама и другим акцијама. Полиција га први пут хапси фебруара 1935. године, када је неколико дана провео у Београдском затвору „Главњачи“. После одласка Ђоке Ковачевића, секретара универзитетске партијске организације у Шпанију, у јесен 1937. године постаје секретар Универзитетског комитета. На тој дужности остаје до новембра 1939. године. Поред партијског рада, један је иницијатора и организатора завичајног удружења студената из Санџака „Златар“, које је деловало илегално. Године 1938. био је члан делегације Народних студената Београдског универзитета на Првом конгресу Уједињене омладине Југославије. После мајске провале на Техничком факултету и хапшења око стотињак студената, он је један од главних осумњичених, али је новембра 1938. ослобођен, због недостатка доказа. Децембра 1938. године одлази на рад у београдску партијску организацију, као члан Месног комитета КПЈ за Београд. Јуна 1940. године је био учесник Покрајинске конференције КПЈ за Србију. 
После Априлског рата и окупације Краљевине Југославије, априла 1941. године одлази у Бијело Поље, где формира нови Окружни комитет КПЈ за Санџак. Руководи припремама за оружани устанак, ради на учвршћивању партијских организација, организује партијске састанке у Бијелом Пољу, Прибоју, Пљевљима, Новом Пазару и Мојковцу. За време устанка лично руководи опсадом и ослобођењем Бијелог Поља, јула 1941. године. Учествује и другим оружаним акцијама, ствара партизанске одреде и ударне групе.
После доласка Врховног штаба НОВ и ПОЈ и чланова ЦК КПЈ у Санџак, одржава непрестане контакте с њима и учествује у раду седнице ЦК КПЈ 7. децембра у селу Дренови. Као партијски руководилац учествује у разради директива и прогласа, бори се за учвршћивање братства међу Србима, Црногорцима и Муслиманима. Два пута је одлазио у ЦК КПЈ у Фочу, 25. фебруара и 29. марта 1942. године, и подносио извештаје о раду и стању у Санџаку.
После повлачења партизанских снага из Санџака, крајем маја 1942. године, по одлуци Окружног комитета КПЈ напушта Санџак. Почетком јуна учествује у формирању Треће пролетерске санџачке ударне бригаде и убрзо постаје заменик политичког комесара. Заједно са бригадом прешао је пут до Мркоњић-Града, учествовао је у свим борбама, организовао је партијски, политичко-васпитни и пропагандни рад у бригади.
Заједно са командантом бригаде Владимиром Кнежевићем Волођом и командантом Четвртог батаљона Томашем Жижићем, народним херојима, у селу Трнову, код Мркоњић Града, у ноћи између 2. и 3. октобра 1942. године, на превару је нападнут од четника и зверски убијен.
Указом Председништва Антифашистичког већа народног ослобођења Југославије (АВНОЈ), 25. септембра 1944. године, међу првим борцима Народноослободилачке војске, проглашен је за народног хероја.
Године 1957, његови посмртни остаци су сахрањени у гробницу народних хероја на Горици у Титограду. Студентски дом у Београду, на Звездари, по њему се зове „Рифат Бурџевић”.